# Életfa (Kabbala)

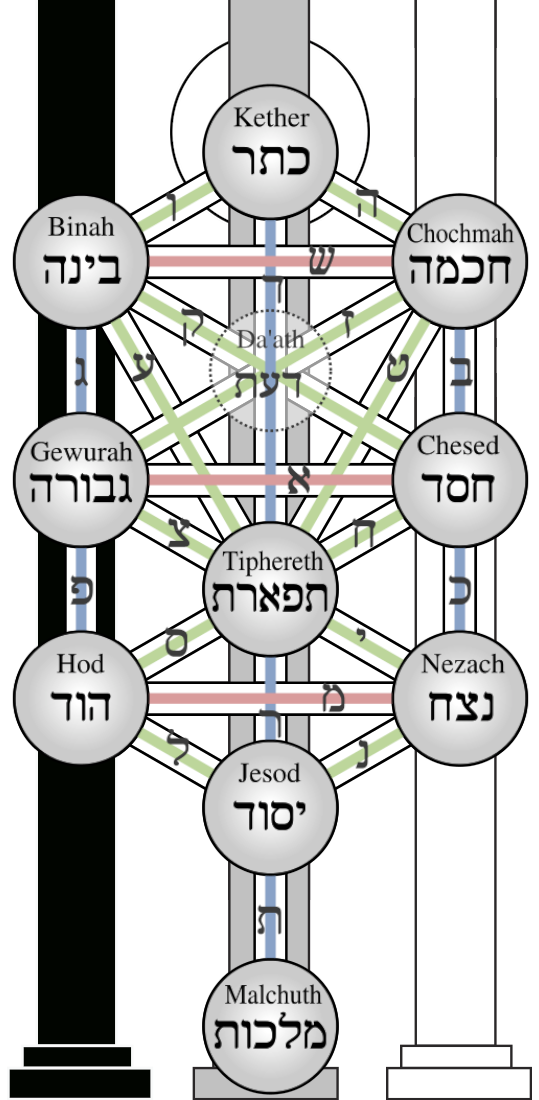
A kabbalisztikus Életfa egyik változata

Az Élet fája ( Hebrew עֵץ חַיִּים vagy no אִילָן kifejezésre, jelentése "fa" ) egy diagram, amelyet a rabbinikus judaizmusban a kabalában és más misztikus hagyományokban használnak.  Gyakran "kabbalisztikus életfának" nevezik, hogy megkülönböztessék az élet fájától, amely a Teremtés könyvében a jó és a rossz tudásának fája mellett jelenik meg, valamint az élet archetipikus fájától, amely számos kultúrában megtalálható.[2]
Simo Parpola szerint, az életfa, amelynek különböző szférái a valóság aspektusait jelölik, az i.e. 9. századi Neo-Asszír Birodalomra vezethető vissza. Az asszírok a mezopotámiai istenségekhez hasonló erkölcsi értékeket és számokat rendeltek a Kabbalában használtakhoz, és azt állítják, hogy az állam ezeket szent faképekhez kötötte, ami a király mintáját reprezentálja, Adam Kadmon gondolatával hasonlatosan. JH Chajes azonban kijelenti, hogy az ilan elsősorban a porfír fának és az égi szférák térképeinek köszönhető, nem pedig bármilyen spekulatív ősi forrásnak.
A Kabbala eredete a középkorig nyúl vissza, a Bahirból  és a Zohárból ered.  Bár a legkorábbi fennmaradt héber kabbalisztikus kéziratok, amelyek a 13. század végéről származnak, tartalmaznak diagramokat, és köztük egyet a „Bölcsesség fája” felirattal is, az immár ikonikus életfa a tizennegyedik században jelent meg először a köztudatban.
Az ikonikus ábrázolás először 1516-ban jelent meg nyomtatásban A fény kapui ("Gates of Light") latin fordításának borítóján.  A tudósok a "Porta Lucis" borítóján található művészet eredetét Johann Reuchlinra vezették vissza.

## Leírás
Az életfa általában 10 vagy 11 különböző archetípust szimbolizáló csomópontból, és a csomópontokat összekötő 22 útból áll az ábrázolása. A csomópontok gyakran három oszlopba vannak rendezve, jelezve, egy közös kategóriába tartoznak. Ezen felül lehet találkozni eltérő számú változatokkal is.
A kabbalában a csomópontokat szefirotnak nevezik.  Általában körökként és ösvényekként ábrázolják őket, s általában vonalként jelennek meg.  A csomópontok általában a létezés, Isten vagy az emberi psziché átfogó aspektusait képviselik.  Az utak általában a szférákhoz rendelt fogalmak közötti kapcsolatot, vagy az egyik szférából a másikba való átlépés követelményeinek szimbolikus leírását jelentik.  Az oszlopokat általában oszlopként jelképezik.
A szefirot az Életfán tíz szférájának elnevezése. Minden szefira (a szefirot egyes száma) az istenség egy-egy aspektusát képviseli, valamint az emberi tudat és létezés aspektusait. Ezek fentről lefelé haladva a következőek: 
1. Keter (korona)
2. Hokhmah (bölcsesség)
3. Binah (intelligencia)
4. Hesed (könyörület)
5. Gevurah (ítéletképesség)
6. Tiferet (szépség)
7. Netsah (kitartás)
8. Hod (felség)
9. Yesod (a világ alapja)
10. Malkuth (királyság)

Egy tizenegyedik szefira, a Da'at is megjelenik néhány diagramon, a fáról félúton a Keter (1. csomópont) és a Tiferet (6. csomópont) között. De ez is egy későbbi változtatás a diagramon.
A diagramot a keresztény kabbala, a hermetikus kabala és a teozófia is használják, ahol különböző értékrendeket rendelnek a szefirákhoz. [16]  A csomópontokat istenségekkel, angyalokkal, égitestekkel, erkölcsi értékekkel, egyedi színekkel vagy ezek kombinációival és meghatározott számokkal is társítják különböző kultúrákon keresztül. 

## Történelem
Paolo Riccio fia, Jerome, avagy Hieronymus aktívan levelet váltottak, és a megjelenés előtt megosztotta apja munkáját Reuchlinnal. Így 1516-ban Reuchlin diagramja megjelent a Paolo Riccio által készített Joseph  Gikatilla A fény kapui című művének latin fordításának borítóján. A diagramnak csak 17 útvonala volt akkoriban, és a 10 gömb és 22 betű fogalma még ismeretlen volt a szakirodalomban. 1573-ban a Franciscus Zillettus által felvázolt változat megjelent a Cesare Evoliban, De divinis attributis  műben.
Ez a verzió számos újítást vezetett be, amelyek a későbbi verziókban újra megjelennek: az összes gömb azonos méretű volt, a vonalak széles ösvényekké váltak, a gömbök 3 különálló oszlopba kerültek, Malkuth három gömbhöz kapcsolódott, és az ismert égitest asztrológiai szimbólumai. a testeket a héber nevekkel együtt használták a gömbök címkézésére. Azonban ennek is csak 17 útvonala volt, bár eltérően elosztva. Reuchlin változatát Johann Pistorius 1587-es összeállításában újranyomtatták. Végül, 1592 és 1609 között Moses Cordovero Pardes Rimonim című művének posztumusz nyomtatott kiadásaiban több, a 21 és 22 ösvényt bemutató, ismeretlen művészektől származó változat is megjelent. A 22 útvonalat tartalmazó diagramok azonban nem voltak összhangban egymással, és egyiken sem szerepelt a 22 betű. 1652 és 1654 között Athanasius Kircher kiadta a fáról alkotott változatát Oidipus Aegyptiacusban . A 20. századi okkult író, Aleister Crowley szerint Kircher úgy tervezte meg diagramját, hogy szinkretikus kísérletet tegyen több különböző elképzelés összeegyeztetésére. Ez az erősen jegyzetekkel ellátott változat, amelyet szefirotikus rendszernek neveztek, további újításokat vezetett be: elvont fogalmakat, isteni neveket, az egyes ösvényekhez tartozó 22 héber betűt és új asztrológiai szimbólumokat.
1677 és 1684 között Christian Knorr von Rosenroth kiadta a Kabbala denudatát . Az első kötet egy öt ilanot vagy kabbalisztikus fát tartalmazó berendezéssel zárult, amelyek a luriánus kozmológia különböző aspektusait képviselik. Ezek közül négy olyan ilanot-on alapult, amelyet zsidó kabbalisták terveztek az előző fél évszázadban; az egyiket (8–12. figurái) Knorr tervezte Naftali Hertz ben Yaakov Elchanan 1648-as Emek ha-melekh című művének válogatott részeinek felolvasása alapján. [22]
Következésképpen a nyugati ezotéria kortárs hallgatói szerint (nem pedig a zsidó Kabbala tudósai szerint) két változat terjedt el széles körben: az egyik, ahol Malkuthnak 1 útja van, Reuchlin eredetije miatt; és egy másik, ahol Malkuthnak három útja van, több későbbi verziónak köszönhetően; Kircher szinkretizmusa miatt mindkettőnek összesen 22 útja van, amelyek mindegyike egy-egy héber betűnek felel meg. Az okkultizmus 19. századi újjáéledésével számos új változat jelent meg, de komolyabb újítások nélkül. 

## Chabadban

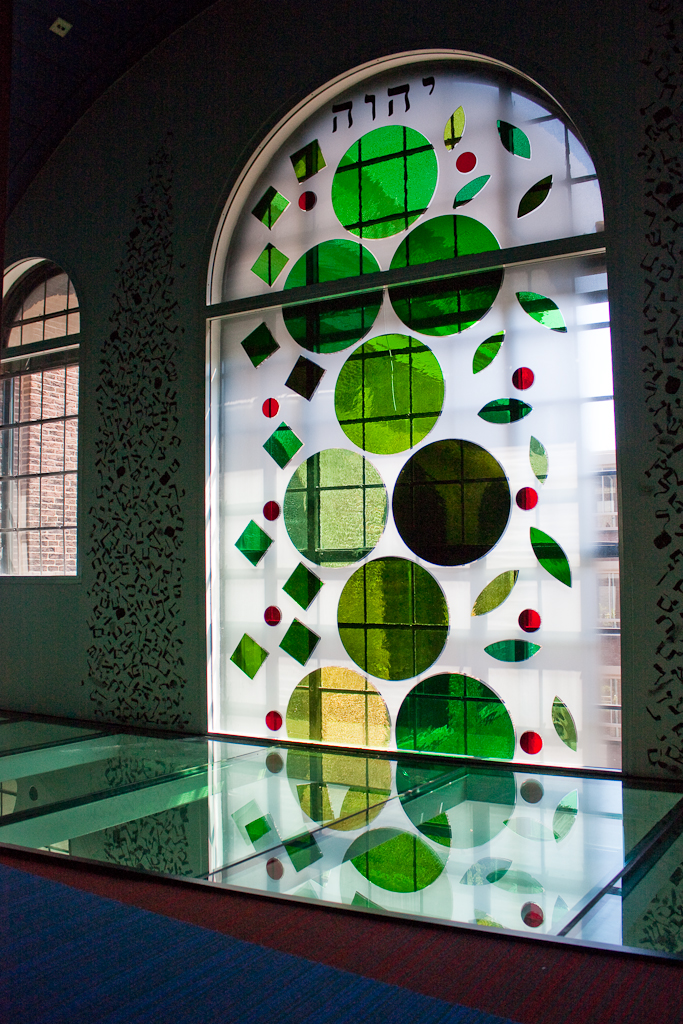
Az amszterdami Joods Historisch Múzeum ablakában található életfa által ihletett minta

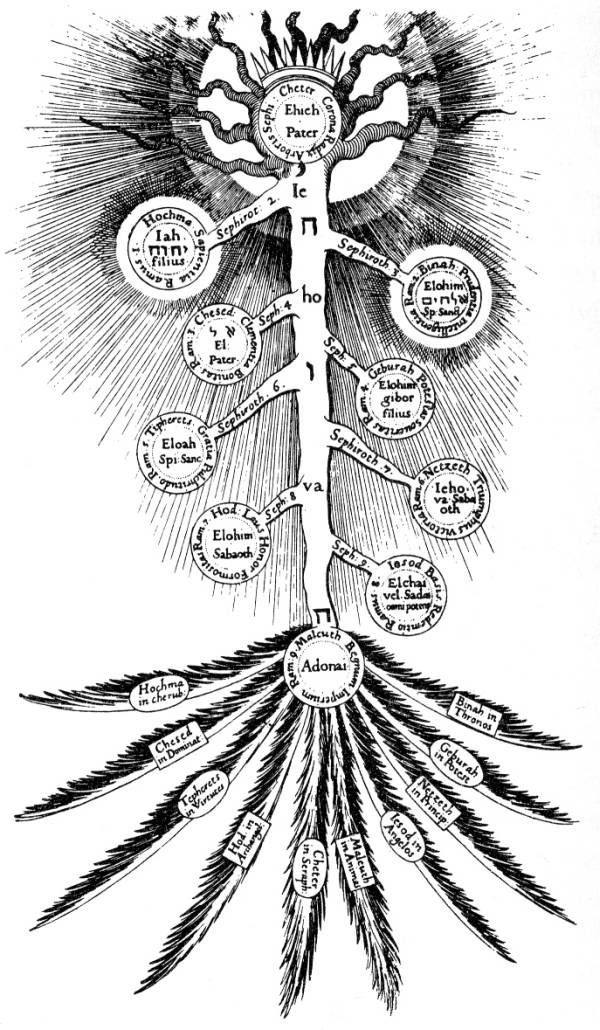
Az élet fája a Deutsche Fotothek Robert Fludd ábrázolása alapján

Egy chabadi forrás szerint az élet fáját a következőképpen kell értelmezni: 
A fa Isten ex nihilo teremtésének isteni kisugárzásainak sorozatát képviseli, a kinyilatkoztatott istenség természetét, az emberi lelket és az ember általi felemelkedés spirituális útját. Ily módon a kabbalisták a szimbólumot a valóság teljes modelljévé fejlesztették, a fát a teremtés térképének ábrázolására használva. 
A szimbolikus konfiguráció tíz spirituális alapelvből áll, de tizenegyet meg lehet mutatni, mivel Keter és Da'at felcserélhetők. 
A jó és rossz tudás fája egyenértékű a diagram utolsó szférájából, Malkuthból látható tíz szférával, az eredeti életfa pedig a diagram középső szférájából, Tiferetből látható tíz szférával. 
A kabbalisták úgy vélik, hogy az életfa az univerzum létrejöttének folyamatának diagramos ábrázolása. 
Az életfán az univerzum kezdete az első szféra feletti térben van elhelyezve (amelynek neve „ Keter ” vagy „korona” magyarul). Nem mindig szerepel az élet fájának reprodukcióin, hanem általánosan Ohr Ein Sof néven emlegetik. 
A kabbalisták számára ez azt a pontot szimbolizálja, amelyen túl nem léphet fel a lét eredetének megértése. Egy végtelen semminek tekintik, amelyből az első „dolog”, amelyet a kabbalisták általában valami hozzávetőleges „energiának” értenek, robbant ki, és több dologból álló univerzumot hozott létre. 
A kabbalisták az időt és a teret sem tekintik előre létezőnek, és az élet fájának következő három szakaszába helyezik őket. 
A számok nagyon fontos szerepet tölt be a kabbalisták számára, ahogy az ábécé héber betűinek is van számértékük. A világegyetem kisugárzásának minden szakasza az élet fáján értelemszerűen egytől (" Keter ") tízig (" Malkuth ") van számozva. Úgy gondolják, hogy minden szám kifejezi a szféra természetét. 
Miután a teremtés energiája anyaggá sűrűsödött, a kabbalisták úgy gondolják, hogy visszafordul útjával a fán, amíg újra egyesül valódi természetével, a Keterrel. A kabbalista tehát arra törekszik, hogy önmagát és az univerzumot Isten kifejezőjeként ismerje meg, és a szférák által megjelölt szakaszok segítségével megtegye a visszatérő utat, amíg el nem jut a keresett felismeréshez. 

### Ösvények

Az út

Az Életfán található 22 összekötő út a szefiró közötti kapcsolatokat képviseli. Minden út egy adott héber betűhöz, Tarot-kártyához, valamint egy sor jelentéshez és megfeleléshez kapcsolódik. A hermetikus kabalisták a tarot kártyáit az Életfa kulcsának tekintik. A 22 kártyát, beleértve a 21 Trumpot, valamint a Bolond vagy Nulla kártyát, gyakran " nagy arkánumnak " vagy "nagy rejtélynek" nevezik, és a 22 héber betűnek és a Fa 22 útjának megfelelőnek tekintik; az ász a tízhez minden színben megfelel a tíz sephirotnak a négy kabalista világban; a tizenhat pályakártya pedig a négy világ klasszikus elemeire vonatkozik. [28] Míg a szefiró az istenség természetét írja le, a köztük lévő utak az isteni megismerésének módjait írják le. 

#### A lángoló kard útja
A lángoló kard ösvénye (héberül : נתיב החרב הבוערת) arra a lángoló kardra utal, amelyet Isten az Édenkert őrzésével bízott meg, miután Ádám és Éva kiűzetett. Ez egy olyan fogalom a Kabbalában, amely a tíz szefirot létrehozásának sorrendjét képviseli. Az út az Ein Sofból, az istenség határtalan forrásából ered, Kethernél (a korona) kezdődik és Malkuthnál (a királyságnál) ér véget, ahol a fizikai világ megnyilvánul, és szimbolizálja "az őket egyesítő logoszt ". 

### Idézetek
1. ↑  Parpola (1993).
2. ↑  Scholem (1987).
3. 1 2  Ashlag (1977).
4. 1 2  Low (2015).
5. ↑  Van Heertum (2005): "The Inventory of Reuchlin's Hebrew works [...] lists Porta lucis under no. 35 [...] This is the first representation of the sefirotic tree in print".
6. ↑  Shulman (1996).
7. ↑  Chwalkowski (2016).
8. 1 2  Drob (1998).
9. ↑  Van Heertum (2005): "Reuchlin was sent Paulus Ricius' partial Latin translation of Sha'arei Orah by the latter's son, Hieronymus [...]".
10. ↑  Van Heertum (2005): "[T]he distinction between 'the knowledge of God by the path of the twenty-two letters' [...] and 'the knowledge of God by the path of the ten sefirot' [...] a distinction also referred to by [...] Reuchlin".
11. ↑  Van Heertum (2005): "Sefirotic tree in Cesare Evoli, De divinis attributis, Venice, Franciscus Zillettus, 1573".
12. ↑  Cordovero: Kabbalistic Abridgments to the Pardes Rimonim: The Evolution of a Text. Penn Libraries. [2019. október 19-i dátummal az eredetiből archiválva].
13. ↑  Crowley (1973)
14. ↑  Crowley (1973): "[I]n his Oedipus Ægypticus. It is this book (late 17th century) [that] contains the earliest known appearance of the version of the Tree of Life used by the [Golden Dawn] and Crowley, and in fact most modern Western occultists."
15. ↑  Crowley (1973).
16. 1 2 3 4 5 6 7 8 9 10  Schneersohn (1998).
17. ↑  Fortune (1957).
18. ↑  Genesis 3:24. www.sefaria.org. (Hozzáférés: 2022. november 28.)
19. ↑  Mottolese (2007).

## További olvasnivalók
- Rodurago Cypheron : Az élet fája a Kabbalában
- Ilanot: Isten térképei – JH Chajes kéziratokban és könyvekben található kabalisztikus diagramok kereshető leíró katalógusa a középkortól a 20. századig

Sablon:Thelema series